# سینایوکی ۱۵۲۱

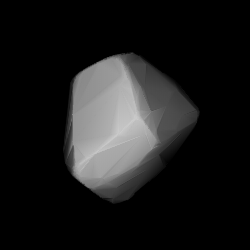
مدل سه‌بُعدی سیارک ۱۵۲۱ بر اساس منحنی نور آن

سیارک ۱۵۲۱ (به انگلیسی: 1521 Seinajoki، نامگذاری:1938UB1) هزار و پانصد و بیست و یکمین سیارک کشف شده‌است که در ۲۲ اکتبر ۱۹۳۸ کشف شد.
قدر مطلق سیارک برابر ۱۱٫۵۰ است.